# Plain White T's
I Plain White T's sono un gruppo musicale statunitense formatosi a Chicago (Illinois) nel 1997.
La band ha raggiunto il successo internazionale con il suo quarto album, Every Second Counts, pubblicato nel settembre del 2006, principalmente grazie al singolo Hey There Delilah.

## Storia
Tom Higgenson alle superiori era un percussionista e come tale entrò in diversi gruppi musicali. Quando i Plain White T's si misero insieme nei tardi anni novanta Higgenson iniziò a scrivere i primi brani e a cantare. Assieme al bassista Ken Fletcher e al percussionista Dave Tirio, iniziò ad esibirsi nell'area urbana di Chicago.
Nell'estate del 1999, Tom Higgenson rimase coinvolto in un incidente stradale nel quale si lacerò un rene e si perforò un polmone. Il gruppo aveva appena iniziato a farsi conoscere dalle case discografiche; questo non fece comunque differenza, visto che nel 2000 firmarono per l'Atlantic Records. Subito registrarono un album e lo pubblicano con il titolo Come on Over.

### Stop(2001-2004)
Alla fine del 2001, la Fearless Records li scrittura e loro pubblicano Stop nell'anno successivo. Cominciano a suonare a più concerti come headliners, vicino alla loro città, e questo accresce ulteriormente la loro popolarità.
Nel periodo di tempo compreso tra il 2002 e il 2003, i Plain White T's faticano a mantenere l'ordine e i ruoli all'interno della band stessa. Prima che ciò accadesse, la formazione era composta da Tom Higgenson (voce e, occasionalmente, chitarra), Dave Tirio (batteria), Steve Mast (chitarra e voce) e Ken Fletcher (basso). In seguito la formazione cambia, e vede Higgenson (voce), Tirio (chitarra), Mike Retondo (basso e voce), De'Mar Hamilton (batteria) e Tim Lopez (chitarra, voce).

### All That We Needed(2004-2006)
Nonostante questi cambiamenti, la band va in studio per registrare il terzo album nell'estate 2004. Il disco, intitolato All That We Needed, viene pubblicato il 25 gennaio 2005 dalla Fearless Records. Lo stesso anno partecipano con altre band al Take Action Tour, una serie di concerti volti a sensibilizzare le persone sul tema dei suicidi tra gli adolescenti. Terminano l'anno con un tour insieme ai Motion City Soundtrack. Sempre nel 2005 pubblicano due singoli, All That We Needed e Take Me Away, nessuno dei quali raggiunge risultati degni di nota nelle classifiche mondiali.
Il 9 maggio 2006 esce il singolo Hey There Delilah. Per promuoverlo meglio viene anche pubblicato un EP, Hey There Delilah EP, che contiene anche alcuni b-side e una versione live del singolo. La band va in tour, promuove il singolo, ma non ottiene nulla. Nessuno dei tre singoli estratti da All That We Needed riesce ad entrare nelle classifiche.

### Every Second Counts(2006-2007)
Poco dopo l'inizio della pre-produzione, i Plain White T's firmano con la Hollywood Records e il 12 settembre 2006 pubblicano il loro quarto album, intitolato Every Second Counts. La canzone Hate (I Really Don't Like You) è il primo singolo del gruppo a entrare in una classifica Billboard.
La casa discografica ristampa Every Second Count nell'estate 2007, includendo questa volta anche Hey There Delilah. I membri della band ormai puntano al successo commerciale, e iniziano un tour per promuovere il singolo. Il 28 luglio 2007, Hey There Delilah scala le classifiche americane e rimane al primo posto per due settimane consecutive. In poco tempo, il successo diventa internazionale.
I Plain White T's pubblicano Hey There Delilah anche nel Regno Unito il 27 agosto 2007, e ben presto conquistano anche le classifiche inglesi. Every Second Counts è anche il loro primo album ad essere pubblicato nel Regno Unito, in un'edizione contenente Hey There Delilah e Take Me Away.
Raggiungono il vertice delle classifiche negli USA, in Canada e in Germania, ed entrano nelle top 5 di Austria, Irlanda, Belgio, Regno Unito e Australia, oltre che nelle top 10 dei singoli di Svezia, Paesi Bassi, Nuova Zelanda e Svizzera.
Poco dopo aver raggiunto il successo commerciale, la band pubblica un terzo singolo, Our Time Now, promuovendo il brano nello show Nickelodeon iCarly. Partecipano inoltre al The Young Wild Things Tour, insieme a Fall Out Boy, Cute Is What We Aim For e Gym Class Heroes.
Il 10 dicembre 2007 è uscito il singolo Hate (I Really Don't Like You), che è stato anche inserito nella colonna sonora del videogioco Saints Row 2.

### Big Bad World(2008-2009)
Nel 2008, pubblicano l'album Big Bad World. Dall'album vengono estratti i singoli 1, 2, 3, 4 e Natural Disaster.

## Formazione

### Formazione attuale
- Tom Higgenson – voce, chitarra acustica, tastiera (1997-presente)
- Tim Lopez – voce, chitarra solista (2002-presente)
- Mike Retondo – basso, cori (2002-presente)
- De'Mar Hamilton – batteria, cori (2003-presente)

### Ex componenti
- Steve Mast – voce, chitarra solista (1997-2002)
- Ken Fletcher – basso (1997-2002)
- Dave Tirio – batteria (1997-2003), chitarra ritmica, cori (2003-2020)

## Discografia

### Album in studio
- 2000 – Come on Over
- 2002 – Stop
- 2005 – All That We Needed
- 2006 – Every Second Counts
- 2008 – Big Bad World
- 2010 – Wonders of the Younger
- 2015 – American Nights
- 2018 – Parallel Universe

### EP
- 1999 – I'm Dreaming of a Plain White Christmas
- 2001 – Rip Off the Hits
- 2006 – Hey There Delilah
- 2013 – Should've Gone to Bed

### Singoli
- 2005 – All That We Needed
- 2005 – Take Me Away
- 2006 – Hey There Delilah
- 2007 – Our Time Now
- 2007 – Hate (I Really Don't Like You)
- 2008 – Natural Disaster
- 2008 – 1, 2, 3, 4
- 2010 – Rhythm of Love
- 2011 – Boomerang
- 2013 – Should've Gone to Bed
- 2013 – The Giving Tree
- 2015 – Pause
- 2017 – Land of the Living

## Apparizioni in TV
- iCarly  – serie TV, episodio 1x11 (2007)